# Голлаш, Гюнтер
Гюнтер Голлаш (8 марта 1923 года, Бург, округ Котбус — 10 марта 2011 года, Рюдерсдорф, Бранденбург) — немецкий кларнетист и руководитель оркестра развлекательной музыки.

## Биография
После окончания начальной школы Гюнтер Голлаш с 1938 по 1942 год посещал оркестровую школу в Котбусе. Затем последовали занятия по классу кларнета в консерватории Клиндворта-Шарвенки в Берлине. С 1953 года он был постоянным руководителем саксофонной группы в «Great Dance and Entertainment Orchestra», основанном в 1950 году на Берлинском радио (Berliner Rundfunk). В 1954 году возникла «Капелла Гюнтера Голлаша», которая записывала мелодии для берлинского радио и компании звукозаписей Amiga и появлялась в прямом эфире в тестовой программе немецкой телерадиокомпании.
1 февраля 1956 года был создан «Танцевальный оркестр берлинского радио», и до 1981 года Голлаш был его главным дирижёром. Он собрал в составе биг-бэнда многих известных музыкантов ГДР, среди них были Иоахим Грасвурм и Антонин Штепанек (оба — труба), Фридхельм Шенфельд (саксофон), Хуберт Катценбайер и Фреди Леманн (оба — тромбон) и Клаус Кох (контрабас и бас-гитара). Вторым дирижёром был аранжировщик и композитор Гюнтер Кречмер. Преемником Голлаша на посту главного дирижёра в 1981 г. стал Мартин Хоффманн.
С 1956 года Гюнтер Голлаш также работал соло-кларнетистом. Одним из самых успешных его произведений стала композиция Клауса Хуго « Иветта». 7 июня 2008 года Голлаш дал аншлаговый концерт с биг-бэндом Meerane для группы трубача Хорста Фишера в Хемнице-Адельсберге.
Умер от рака толстой кишки в больнице в Рюдерсдорфе под Берлином.
Выполнил тысячи записей для радио, ТВ и кинокомпании DEFA со своим Rundfunk-Tanzorchester Berlin. Для записей компании Amiga он назывался «Orchester Günter Gollasch». Также он дал многочисленные живые концерты в ГДР и за рубежом. Коллектив сопровождал солистов на национальных и международных фестивалях. Как кларнетист Голлаш имел отличную репутацию, особенно из-за своего «бархатистого» вибрато.
Ряд мелодий в исполнении оркестра Гюнтера Голлаша был использован в мультсериале «Ну, погоди!».